# Меморандум Германии об объявлении войны СССР (1941)
Меморандум (нота) Министерства иностранных дел Германии Советскому правительству от 21 июня 1941 года являлся фактическим объявлением войны Советскому Союзу со стороны Германии. 22 июня 1941 года он был зачитан в Берлине и в Москве. В Берлине министр иностранных дел Германии Иоахим фон Риббентроп вызвал советского посла Владимира Деканозова, зачитав и вручив ему ноту с детальными объяснениями причин начала военных действий. Сокращенный вариант ноты был зачитан в Москве народному комиссару иностранных дел СССР В. М. Молотову немецким послом в СССР графом Вернером фон дер Шуленбургом.

## Предыстория событий

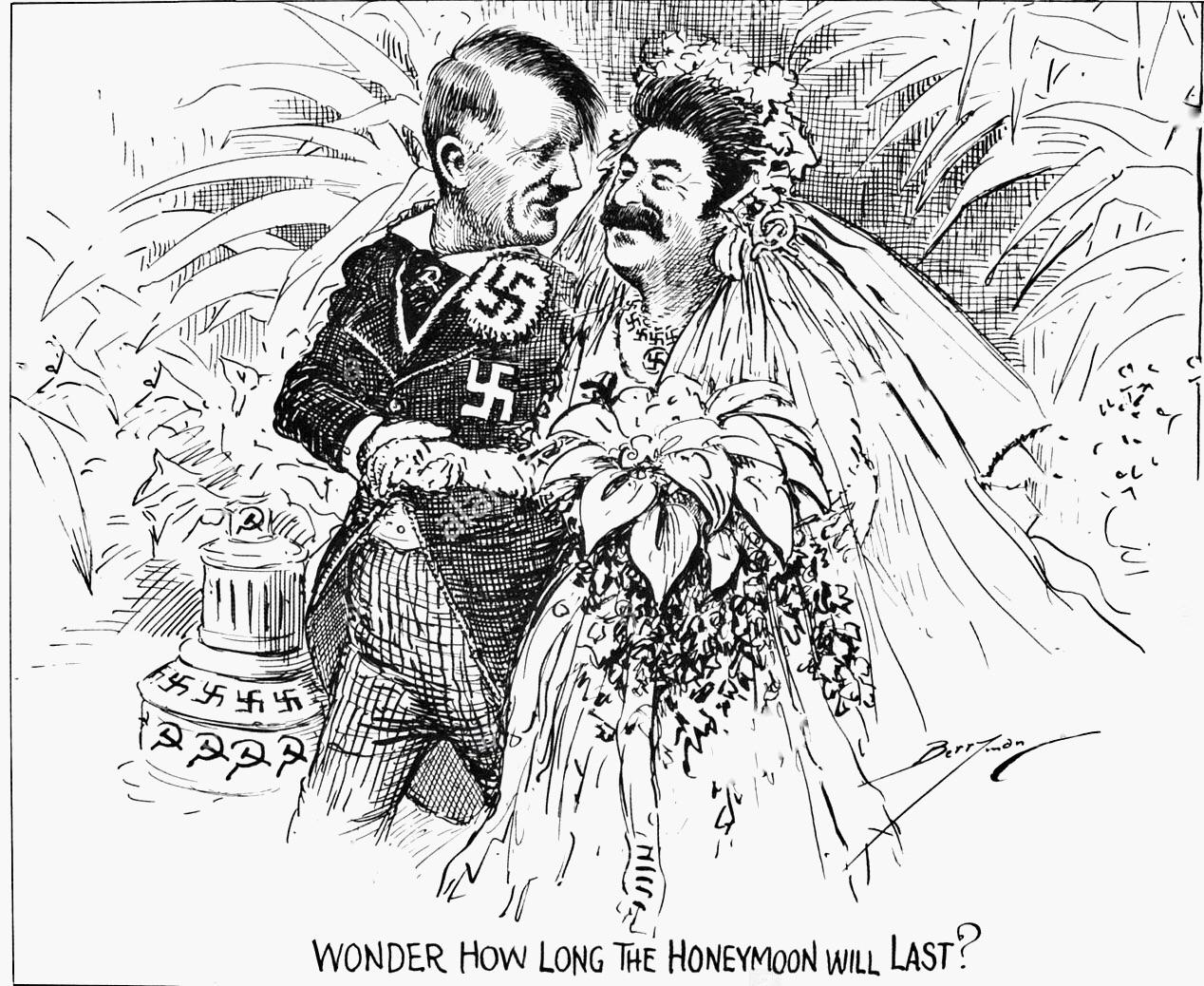
«Интересно, сколько продлится медовый месяц?». Клиффорд Берримен. («The Washington Star», октябрь 1939)

Советский Союз до своего открытого военного столкновения с Германией 22 июня 1941 года, вёл свои собственные захватнические войны, преследуя свои геополитические цели и интересы, играя на противоречиях двух противоборствующих коалиций (стран антигитлеровской коалиции и германской коалиции стран Оси). В предвоенный период конца 1930-х годов между СССР и Германией были налажены активные экономические взаимоотношения и торговля. Пытаясь разграничить сферы влияния с Германией и её союзниками, СССР чуть было не оказался в германской коалиции пакта четырёх держав — тем более что ранее практически как союзники, РККА вместе с вермахтом уже участвовала в разгроме и разделе Польши. Однако непомерные, по мнению Гитлера, геополитические аппетиты Сталина в итоге не позволили ему присоединиться к пакту четырёх держав и привели к войне германской коалиции государств против СССР, на стороне находившегося практически в полной международной изоляции СССР выступили только марионеточные просоветские режимы Монголии и Тувы (последняя в итоге была аннексирована Советским Союзом в 1944 году). Впоследствии только нежелание распространения германского геополитического влияния на всю Европу и Евразию подтолкнули страны антигитлеровской коалиции рассмотреть СССР (волею обстоятельств оказавшегося противником германской экспансии) в качестве естественного союзника в борьбе с Германией, что и побудило Англию и США начать оказывать всевозможную военную помощь СССР в войне против Германии, а Советский Союз также оказался среди стран антигитлеровской коалиции, в итоге сыграв решающую роль в её победе.

### Предшествующие дни
18 июня 1941 года некоторые соединения приграничных военных округов СССР были приведены в полную боеготовность. В период с 13 по 15 июня в западные округа были отправлены директивы НКО и ГШ («Для повышения боевой готовности…») о начале выдвижения частей первого и второго эшелонов к границе под видом «учений». Стрелковые части округов первого эшелона, согласно этим директивам, должны были занимать оборону в 5—10 км от границы; части второго эшелона, стрелковые и механизированные корпуса, должны были занять оборону в 30—40 км от границы.
На севере Балтики вечером 21 июня немцы начали осуществление плана «Барбаросса», выставив неподалёку от финских портов два больших минных поля в Финском заливе. Эти минные поля в конечном счёте смогли запереть советский Балтийский флот в восточной части Финского залива.
В 3 часа 06 минут ночи 22 июня Начальник штаба Черноморского флота контр-адмирал Иван Елисеев отдал приказ открыть огонь по германским самолётам, которые глубоко вторглись в воздушное пространство СССР. Этот приказ вошёл в историю как самый первый боевой приказ дать отпор напавшим на СССР немецким войскам.
В 3 часа 07 минут Г. К. Жуков получил первое сообщение о начале боевых действий.

## Заявление посла Германии
Шуленбург сделал заявление, содержание которого сводилось к тому, что советское правительство якобы проводило подрывную политику в Германии и в оккупированных ею странах, проводило внешнюю политику, направленную против Германии, и сосредоточило у своих границ войска в полной боеготовности. Это заявление было сделано в 5 часов 30 минут утра (как и было сказано в выступлении Молотова по радио в тот же день), это время подтверждается документами. Однако, по словам писателя Ф. Чуева, беседовавшего на эту тему с Молотовым в 1969—1974 годах, Молотов говорил ему про другое время — между 2 часами 30 минутами и 3 часами ночи.
Запись беседы Молотова и Шуленбурга была рассекречена и опубликована в 1990-е годы (АВП РФ. Ф. 06. Оп. 3. П. 1. Д. 5. Лл. 12-15.). К 70-летию Победы СССР в войне отчёт о приёме Шуленбурга из дневника наркома иностранных дел СССР Молотова был выложен на сайте Архива МИД РФ. В нём сказано, что приём начался в 5 часов 30 минут.
В 12 часов 15 минут по московскому времени с радиообращением к нации о начале войны с Германией выступил Нарком иностранных дел Вячеслав Молотов, закончив свою речь фразой: «Наше дело правое. Враг будет разбит. Победа будет за нами».
Советский Союз, ранее приняв участие в нескольких локальных вооружённых конфликтах Второй мировой войны (Польский поход РККА и Советско-финляндская война), был втянут непосредственно в неё 22 июня 1941 года. Эта дата в советской и российской историографии стала считаться днём начала Великой Отечественной войны. Состояние войны с СССР в тот же день провозгласили Италия, Румыния и Хорватия, 23 июня — Словакия, 25 июня — Финляндия, 27 июня — Венгрия, 28 июня — Албания.